# Olympische Jugend-Winterspiele 2012/Teilnehmer (Irland)
| Gelbes Symbol für Goldmedaillen mit stilisierten Olympischen Ringen | Graues Symbol für Silbermedaillen mit stilisierten Olympischen Ringen | Braundes Symbol für Bronzemedaillen mit stilisierten Olympischen Ringen |
| ------------------------------------------------------------------- | --------------------------------------------------------------------- | ----------------------------------------------------------------------- |
| —                                                                   | —                                                                     | —                                                                       |

Irland nahm an den Olympischen Jugend-Winterspielen 2012 in Innsbruck mit einer Athletin in einer Sportart teil.

## Sportarten

### Ski Alpin
| Athleten      | Wettbewerb   | Durchgang 1 | Durchgang 2 | Gesamt      | Gesamt |
| Athleten      | Wettbewerb   | Zeit        | Zeit        | Zeit        | Rang   |
| ------------- | ------------ | ----------- | ----------- | ----------- | ------ |
| Mädchen       |              |             |             |             |        |
| Florence Bell | Riesenslalom | 1:06,73 min | 1:09,33 min | 2:16,06 min | 34     |
| Florence Bell | Slalom       | 51,71 s     | 46,35 s     | 1:38,06 min | 24     |